# みぶなつき
みぶ なつき（壬生 夏生）は、イラストレーター・漫画家・ゲーム原画家。

## 概要
2005年より、『鉄道むすめ』シリーズの全キャラクターのデザイン（SDバージョンを除く）を手がける。

## 作品リスト
- アルゴノーツ（パソコンゲーム、2005年）原画
- 鉄道むすめ（フィギュア、2005年 - 2011年）キャラクターデザイン
- クイーンズブレイド（ゲームブック、2007年）キャラクターデザイン（一部）
- Baby Princess（読者参加企画、2007年 - 2011年）キャラクターデザイン
- 仙娥姉妹（昇仙峡ロープウェイ・イメージキャラクター2011年）キャラクターデザイン

### 画集
- みぶなつき画集 鉄道むすめ 鉄道制服読本（2010年、アスキー・メディアワークス）

### アニメ
- 輪廻のラグランジェ（第10話エンドカードイラスト）
- RAIL WARS!（第2話エンドカードイラスト）